# 광덕면
광덕면(廣德面)은 천안시 동남구의 면이다.
동쪽으로는 세종특별자치시 전의면, 서쪽으로는 아산시 송악면, 남쪽으로는 공주시 정안면, 북쪽으로 풍세면, 아산시 배방읍, 세종특별자치시 소정면과 접해있다. 호두과자의 원산지로도 유명하다.

## 행정 구역
- 광덕리 (廣德里)
- 지장리 (大德里)
- 보산원리 (寶山院里)
- 대덕리 (大德里)
- 매당리 (梅堂里)
- 신흥리 (新興里)
- 무학리 (舞鶴里)
- 신덕리 (新德里)
- 행정리 (杏亭里)
- 대평리 (大平里)
- 원덕리 (院德里)